# یوتا موچیزوکی
یوتا موچیزوکی (انگلیسی: Yūta Mochizuki; ۱۴ مارس ۱۹۶۷ – ) بازیگر، صداپیشگی در ژاپن، بازیگر سینما، و کشاورز اهل ژاپن بود.